# VIII. dinasztia
Az ókori egyiptomi VIII. dinasztia rövid ideig hatalmon lévő, kevéssé ismert uralkodókból áll, akik az i. e. 22. század elején uralkodtak, az óbirodalom és középbirodalom közti zavaros első átmeneti korban. A dinasztia körülbelül 20–45 évig uralkodott, a tudósok véleménye megoszlik azt illetően, hogy pontosan mikor: i. e. 2190–2165, 2181–2160, 2191–2145, vagy 2150–2118 között. Ebben az időszakban a központi hatalom egyre jobban meggyengült, a nomoszok kormányzói pedig egyre nagyobb hatalomra tettek szert; végül Hut-Neni-Niszu (Hérakleopolisz Magna) nomoszkormányzói szerezték meg a hatalmat, velük kezdődött a IX. dinasztia.

## Források

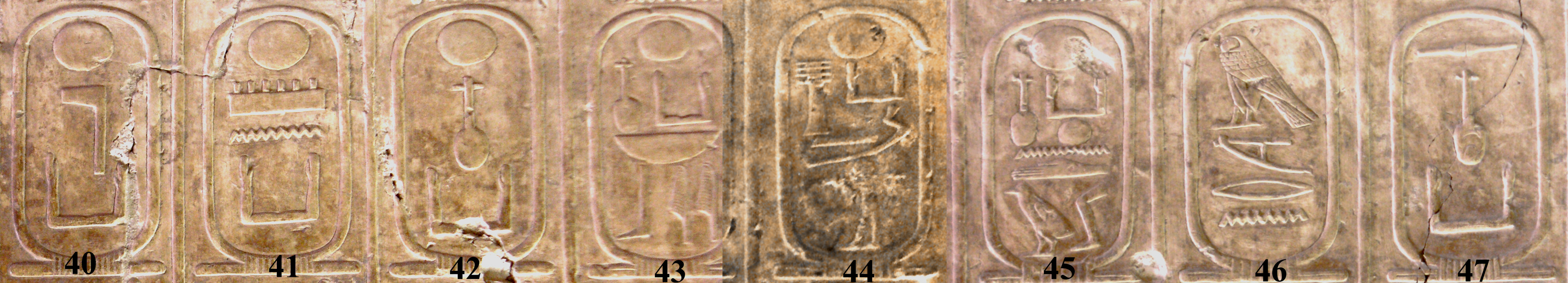
A VIII. dinasztia királyai az abüdoszikirálylistán, Netjerkaré Sziptahtól Noferkaminig

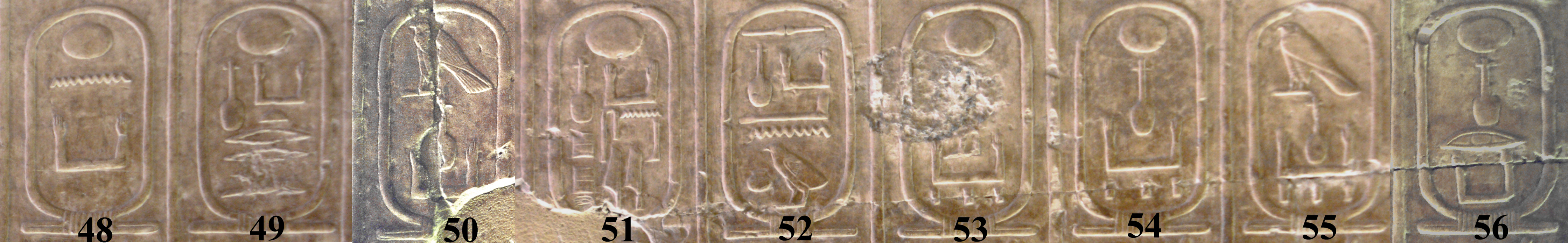
A VIII. dinasztia királyai az abüdoszikirálylistán, I. Nikarétől Noferirkaréig

### Manethón
Manethón egyiptomi pap volt, aki az i. e. 3. században írta meg Egyiptom történelmét Aegyptiaca címmel. Manethón eredeti műve nem maradt fenn, csak későbbi szerzők írásaiból ismert, akik idézték. Ezekkel a forrásokkal sajnos rendkívül nehéz dolgozni, mert gyakran ellentmondanak egymásnak. Sextus Julius Africanus és Caesareai Eusebius például idézik ugyan az Aegyptiacát a VII. és VIII. dinasztiával kapcsolatban, de Africanus azt állítja, hogy a VII. dinasztia 70 királyból állt, akik 70 napon át uralkodtak Memphiszben, a VIII. dinasztia pedig 27 királyból, akik 146 évg uralkodtak, Eusebius ezzel szemben azt írja, hogy a VII. dinasztia öt királyból állt, akik 75 napig voltak hatalmon, a VIII. dinasztia pedig szintén öt királyból, akik 100 évig uralkodtak. A hetven napig uralkodó hetven királyt általában elfogadják Manethón eredeti szövegének, de nyilván nem tekinthető valós adatnak; a hetvenes szám használata valószínűleg csak azt akarta kifejezni, hogy rendkívül kevéssé ismert, rövid ideig hatalmon lévő uralkodókról van szó, illetve szójáték is lehet azzal kapcsolatban, hogy ez volt a hetedik dinasztia, amelyikről Manethón írt. Mivel Manethón erről a korszakról semmit nem ír, és uralkodói korabeli leletekről sem ismertek, többen feltételezik, hogy a hetedik dinasztia fiktív. A VIII. dinasztia azonban más forrásokból, füleg az abüdoszi királylistáról is ismert, így uralkodói, bár kevéssé ismertek, bizonyosan léteztek.

### A torinói és az abüdoszi királylista
A torinói királylista és az abüdoszi királylista a XIX. dinasztia idején készült, I. Széthi és fia, II. Ramszesz uralkodása alatt, és az I. dinasztiától kezdve sorolja Egyiptom uralkodóit. Az abüdoszi királylistán 42.–56. helyen szereplő királynevek a VI. dinasztia vége és a XI. dinasztia kezdete közti időből valók, és, úgy tűnik, nem tartoznak sem a IX., sem a X. dinasztiához, így a VIII. dinasztiához sorolhatók. A torinói királylista papiruszra íródott, nagyban sérült és nehéz olvasni, azon a töredék azonban, ami egy Nitókriszként olvasott nevet tartalmaz, két további, sérült név is olvasható, továbbá egy harmadik, ami teljes bizonyossággal az abüdoszi királylista 53. helyén szereplő Kakauré Ibi neve. Utána még két uralkodó nevének van hely a dinasztia vége előtt. Ez azt jelzi, a papirusz hiányzó részei valószínűleg az abüdoszi királylista 54. és 55. helyén lévő neveket tartalmazták. Mivel a torinói papirusz az abüdoszi lista első 9 királyát kihagyja, W. C. Hayes elképzelhetőnek tartja, hogy az egyiptomiak itt választották el a VII. és a VIII. dinasztiát.

## A zűrzavar kora
Tekintve, hogy a korszak uralkodói közül öten is viselik nevükben a VI. dinasztiabeli II. Pepi uralkodói nevét, a Noferkarét, lehetséges, hogy ők a VI. dinasztia leszármazottai, akik próbáltak valamennyit megőrizni a hatalmukból. A VIII. dinasztia utolsó négy királyának cselekedetei közül párat feljegyeztek az ebben az időben élt Semai vezírnek címzett koptoszi dekrétumokban, bár nagyszabású építkezések csak Kakaré Ibi nevéhez fűződnek, akinek szakkarai piramisát a II. Pepié mellett találták meg; falain, ahogy elődei piramiséin, a Piramisszövegek is szerepelnek.
Nyilvánvaló, hogy ebben a korban a központi hatalom egyre gyengült a nomoszkormányzóké rovására. Tudni, hogy az uralkodók székhelye Memphisz volt, de ezen felül nem sok tény ismert róluk; az utolsó párat leszámítva legtöbbjüknek csak a neve maradt fenn.

## Uralkodók
A VIII. dinasztia kevéssé ismert fáraói a II. Merenré halála (i. e. 2180 körül) utáni rövid időszakban voltak hatalmon.
| Név                  | Megjegyzések |
| -------------------- | --- |
| Netjerkaré Sziptah   | Néha a VI. dinasztia utolsó királyának tartják. Nevének félreolvasásából születhetett Nitókrisz királynő legendája.                                                                        |
| Menkaré              | Talán őt ábrázolja egy relief Neith királyné sírjában. |
| II. Noferkaré        | – |
| Noferkaré Nebi       | Tervezett egy Noferkaré Nebi élete állandó nevű piramist talán Szakkarában; talán meg is kezdte építését.                                                                                  |
| Dzsedkaré Semai      | – |
| Noferkaré Hendu      | – |
| Merenhór             | – |
| Noferkamin           | – |
| I. Nikaré            | Talán egy pecséthenger említi nevét. |
| Noferkaré Tereru     | – |
| Noferkahór           | Egy pecséthenger említi. |
| Noferkaré Pepiszeneb | A torinói királylista alapján legalább egy évig uralkodott. |
| Noferkamin Anu       | – |
| Kakauré Ibi          | A torinói királylista szerint 2 év 1 hónap 1 napig uralkodott. Piramisa épült Szakkarában.                                                                                                 |
| Noferkauré           | A torinói királylista szerint 4 év 2 hónapig uralkodott, a koptoszi dekrétumok közt fennmaradt egy rendelete Min templomával kapcsolatban.                                                 |
| Noferkauhór          | A torinói királylista szerint 2 év 1 hónap 1 napig uralkodott. Említik a koptoszi dekrétumok Min templomával kapcsolatban. valamint szerepel egy feliraton Semai vezír sírjában.           |
| II. Noferirkaré      | A torinói királylista szerint másfél évig uralkodott. Talán azonos Hórusz Demedzsibtauival, Uadzskaréval vagy mindkettejükkel; ez esetben említi egy Min templomával kapcsolatos dekrétum. |
| Uadzskaré            | |

Emellett a dinasztiához sorolhatóak a következő uralkodók, de helyük a kronológiában kétséges: Uadzskaré, Hui, valamint talán Huiker és Iytjenu.

## Fordítás
- Ez a szócikk részben vagy egészben  az   Eighth Dynasty of Egypt című angol Wikipédia-szócikk ezen változatának fordításán alapul.  Az eredeti cikk szerkesztőit annak laptörténete sorolja fel. Ez a jelzés csupán a megfogalmazás eredetét és a szerzői jogokat jelzi, nem szolgál a cikkben szereplő információk forrásmegjelöléseként.